# Коллинз, Майкл Джон
Майкл Коллинз (англ. Michael Collins, ирл. Mícheál Ó Coileáin; 16 октября (12 октября, согласно надписи на могиле) 1890, Корк — 22 августа 1922, Бандон, графство Корк) — ирландский революционер, политический и военный деятель.
В возрасте 19 лет был принят в Ирландское республиканское братство, в составе которого участвовал в Пасхальном восстании в 1916 году. В 1917 вступил в националистическую партию Шин Фейн. В мае 1918 года был освобожден из тюрьмы. В декабре 1918 года избран в британскую палату общин, но как и все депутаты Шин Фейн, у которой было 73 из 105 ирландских мест, вышел из нижней палаты, создав свой собственный парламент в Дублине. Во время войны за независимость Ирландии играл ключевую роль в развёртывании партизанской войны против британского владычества. В январе 1919 года участвовал в провозглашении независимости Ирландии и был назначен министром внутренних дел в правительстве Имона де Валера, в апреле того же года перешёл на пост министра финансов. В конце 1921 года стал членом ирландской делегации, которая вела переговоры с Великобританией о мире. Результатом стал Англо-ирландский договор, который привёл к разделению страны на Ирландское Свободное государство, которое получило статус доминиона Британии и Северную Ирландию, оставшуюся в составе Соединённого королевства и гражданской войне между сторонниками и противниками таких условий. В январе 1922 года был назначен главой временного правительства Южной Ирландии и главнокомандующим ирландской национальной армии, при этом оставаясь в правительстве Ирландской республики. Принял активное участие в подавлении сопротивления противников Англо-ирландского договора во главе с Имоном де Валера, и был убит в одной из стычек с ними в возрасте 31 года. 

## Биография

### Ранние годы

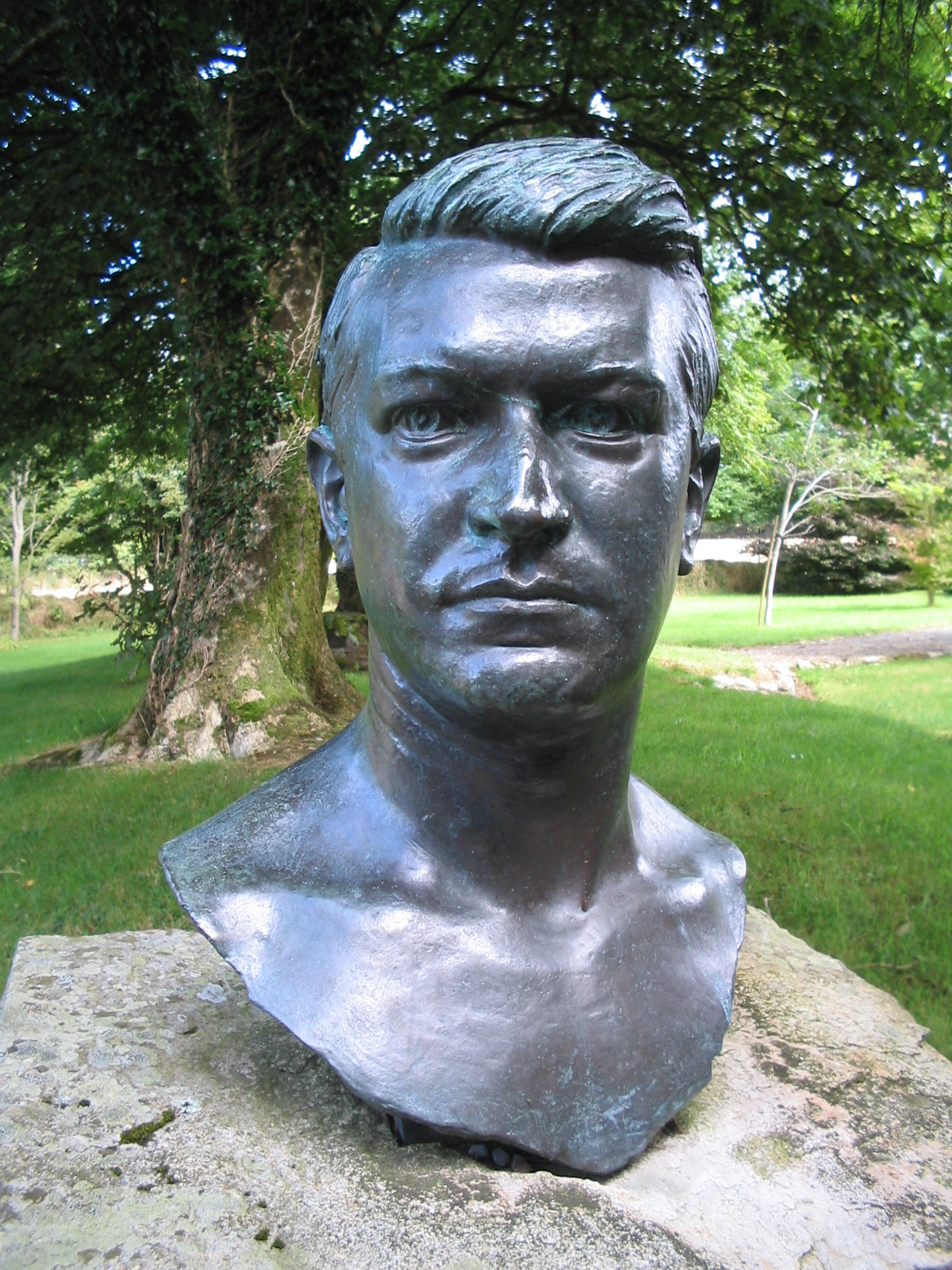
Бюст Майкла Коллинза на месте дома, где он родился в Сэмс кросс

Майкл Коллинз родился в городке Сэмс Кросс близ более крупного города Клонакилти на западе графства Корк, Ирландия. Он был третьим сыном в семье и самым младшим из восьми детей. Хотя в большинстве его биографий как дата рождения фигурирует 16 октября 1890 года, на надгробии Коллинза выбито 12 октября 1890. Его отец, которого также звали Майкл, в молодости был членом движения фениев, но впоследствии отстранился от него и занялся фермерством. Старшему Коллинзу было 59 лет, когда он взял в жёны 23-летнюю Мэриэн О’Брайан. Отец Майкла умер, когда его сыну было всего шесть лет. Последняя просьба старшего Коллинза была обращена ко всем членам семьи, чтобы они позаботились о самом младшем ребёнке, Майкле. Глава семейства также высказал предположение о будущем своего третьего сына: «Однажды он станет великим человеком и сделает многое для Ирландии» (англ. One day he'll be a great man. He'll do great work for Ireland.).
Коллинз рос не по годам развитым и подающим надежды ребёнком, наделённым вспыльчивым нравом и обострённым чувством национализма, которое в нём развил Джеймс Сэнтри, местный кузнец, а впоследствии упрочил Дэнис Лайонз — директор школы и член Ирландского Республиканского Братства (организации, главой которой впоследствии станет сам Коллинз).
По окончании школы 15-летний Майкл пошёл по стопам большинства ирландцев и отправился в Лондон. Там он жил со своей старшей сестрой Джоан и учился в Лондонском Королевском Колледже. В феврале 1906 Коллинз сдал экзамены и был зачислен служащим на королевскую почту в июле того же года. Он также присоединился к лондонскому отделению Гэльской Атлетической Ассоциации, чтобы впоследствии вступить в Ирландское Республиканское Братство — секретное общество, ставившее своей целью обретение страной независимости. Сэм Магуайр, республиканец из городка Данмануи в Корке, представил 19-летнего Коллинза членам ИРБ. Со временем последний сыграет центральную роль в жизни этого движения.

### Участие в Пасхальном восстании
Майкл Коллинз приобрёл известность во время Пасхального Восстания 1916 года. Умелый организатор налаженной службы разведки, он пользовался таким уважением среди членов ИРБ, что его назначили финансовым советником Каунта Планкета, отца одного из руководителей восстания Джозефа-Мэри Планкета, чьим адъютантом впоследствии сделался Коллинз.
Во время восстания, произошедшего в первый понедельник после Пасхи, Коллинз держал оборону плечом к плечу с Патриком Пирсом и другими в здании Центрального почтового управления в Дублине. Как многие и ожидали, восстание провалилось, а его руководители (Патрик Пирс, Джеймс Конноли, Джозеф Мэри Планкетт и другие) были казнены. Однако большинство людей были воодушевлены тем, что восстание всё же произошло. Они верили в концепцию «кровавой жертвы» Пирса, а конкретно в то, что смерть руководителей восстания приведёт к подъёму народа. Коллинз, в свою очередь, выступал против применявшейся тактики «сидячих мишеней», когда восставшие захватывали слабо защищённые и уязвимые пункты, которые было сложно покинуть и ещё сложнее снабжать. Он избрал тактику партизанской войны («летучие отряды»), состоявшую во внезапных нападениях на британских солдат и столь же быстром отходе с поля боя, благодаря чему сокращались потери среди восставших и повышалась эффективность их борьбы.
Как и большинство участников восстания, Коллинза арестовали, едва не приговорили к виселице и отправили в лагерь для интернированных во Фронгоче. Там и проявились его лидерские качества. Ко времени своего освобождения Майкл стал одним из руководителей движения Шинн Фейн — небольшой националистической партии, которую британское правительство и ирландская пресса несправедливо обвиняли в организации восстания. Этими нападками власти воспользовались сторонники движения, чтобы популяризировать его в народе. К октябрю 1917, благодаря своим незаурядным способностям, Коллинз вошёл в состав исполнительного органа партии и стал главой организации Ирландские Добровольцы; председателем обеих организаций был избран Имон де Валера.

### Выборы в парламент Великобритании
Коллинз был выдвинут кандидатом на выборах в британскую Палату общин от партии Шин Фейн в родном для Майкла округе, Южном Корке. Так как других претендентов на это место заявлено не было, Коллинз прошёл в нижнюю палату парламента без голосования. Шин Фейн в целом уверенно победила в Ирландии, завоевав 73 из 105 возможных мест. Впрочем большинство депутатов от провинции Ольстер представляли Ирландский Юнионисткий альянс. Однако, через некоторое время члены Шин Фейн во главе с Имоном де Валера объявили об отказе работать в общебританском парламенте и затем организовали собственный законодательный орган в Дублине. Новый парламент — Дойл Эрен (ирл. Dáil Éireann) — собрался в январе 1919 и на первом заседании, 21 числа принял декларацию независимости Ирландии. Тогда же де Валера и остальные министры были арестованы. Коллинз был предупреждён об этом своими людьми и, в свою очередь, предостерёг министров. Однако де Валера предпочёл проигнорировать эту информацию, будучи убеждён, что арест законно избранных представителей народа вызовет всеобщее негодование. Во время его пребывания в заключении главой ассамблеи и правительства Ирландской республики был избран Кахал Бру. После побега из тюрьмы, устроенного Коллинзом в апреле 1919, де Валера стал новым председателем парламента.
Летом 1919 Коллинза избрали президентом ИРБ (таким образом, в соответствии с доктриной этой организации, он де-юре становился президентом Ирландской республики). В сентябре 1919 года он был назначен руководителем разведки Ирландской Республиканской Армии — так с января 1919 стали называться Ирландские Добровольцы. В этой роли Коллинз добился больших успехов — ему не только удавалось ликвидировать вражеских информаторов и полицейских, но и обзавестись собственными источниками в дублинской полиции, такими как Нед Брой и Девид Нелиган.
День в день с открытием первого заседания Ирландской Ассамблеи началась война за независимость страны — тогда несколько бойцов ИРА, действуя без приказа, застрелили двух полицейских, сопровождавших партию взрывчатки в графстве Типперэри.

#### Второе правительство. Министр финансов
В 1919 году де Валера назначает и без того перегруженного работой Коллинза министром финансов.
Очевидно, что в условиях жестокой войны, когда любой руководитель непризнанного ирландского государства мог быть по первому приказанию схвачен или даже убит Королевской полицией, британскими войсками или карательными отрядами, министры существовали лишь на бумаге. На деле же вся их работа проводилась не в кабинете, а в комнате чьего-то дома, где они заседали по двое либо в одиночку.
Однако Майкл Коллинз сумел создать целое Министерство финансов и занялся выпуском облигаций государственного займа для финансирования молодой республики.
Примечательно, что Советская Россия, раздираемая гражданской войной, вышла через своего официального представителя в Нью-Йорке Людвига Карловича Мартенса на Гарри Боланда, близкого друга и соратника Коллинза и одновременно специального посланника Имона де Валера в США. Зная об успешной деятельности Коллинза в привлечении финансов для молодой Ирландской Республики (к тому же, являясь единственной страной мира, признавшей последнюю), советская сторона предложила драгоценности императорского дома (бриллианты с Большой императорской короны) в обмен на денежные средства (заём в $25,000 от Ирландской Республики).
Гарри Боланд, убитый правительственными войсками (по иронии судьбы, возглавлявшимися Коллинзом, с которым они оказались по разные стороны баррикад) во время гражданской войны в Ирландии, успел передать драгоценности на хранение своей матери с тем, чтобы отдать их только после возвращения к власти ирландских республиканцев. Их местонахождение оставалось неизвестным вплоть до 1938 года, когда мать Боланда передала их новому правительству Имона де Валера. Однако о драгоценностях вновь забыли, и они пролежали ещё 10 лет в дублинском сейфе. Всеми забытые, они находились в Ирландии в общей сложности 28 лет, пока на них случайно не наткнулись в 1948 году. Новый премьер-министр Джон Костелло собирался было продать их на лондонском аукционе, но в результате переговоров с советской стороной ирландцы согласились вернуть их на родину в обмен на те же $25000, за которые их передали. В СССР бриллианты вернулись в 1950 году.
Вклад Коллинза в дело становления независимого ирландского государства впечатляет. От создания специального карательного отряда «Двенадцать апостолов», деятельность которого была направлена на устранение британских агентов и их осведомителей, до организации государственного займа и операции по контрабанде оружия. От руководства ИРА до управления парламентом во время поездки де Валера в США.
Наряду с Ричардом Мулкахи, Гарри Боландом и своим принципиальным оппонентом Кахалом Бру, Майкл Коллинз был одним из организаторов ИРА, успешно согласовав действия разрозненных партизанских отрядов. Также ему приписывают заслугу создания «летучих отрядов» ИРА, принимавших участие в войне за независимость Ирландии, однако, несмотря на значительный вклад Коллинза в дело формирования отрядов, главным их организатором был Дик МакКи, впоследствии казнённый британцами в отместку за Кровавое воскресенье 1920 года (тогда, в ответ на убийство 14 агентов британской разведки бойцами ИРА, солдаты открыли огонь по зрителям, собравшимся на дублинском стадионе, где проходил матч по ирландскому футболу). Также следует упомянуть высокую активность лидеров местных военизированных формирований, составивших впоследствии саму ИРА.
В 1920 году британцы предложили вознаграждение размером 10 тысяч фунтов (огромная сумма по тем временам) за информацию, которая могла бы привести к поимке или смерти Майкла Коллинза. К этому времени его слава уже распространилась за пределы ИРА, и в народе он получил прозвище Big Fellow (Верзила), видимо, как намёк на его общеизвестность и заметность. Ирландский автор Фрэнк О’Коннор, участвовавший в гражданской войне, даёт иную версию возникновения этого прозвища. По его словам, оно имело несколько иронический оттенок и происходило от притязаний Коллинза на свою высокую значимость среди прочих членов движения.
Вместе с растущей популярностью Коллинз нажил себе двух врагов: министра обороны Кахала Бру, которого первый явно затмевал своей деятельностью на ратном поприще, будучи официально министром финансов, и Имона да Валера — председателя Ассамблеи.
Вслед за наступившим перемирием начались приготовления к конференции между британским правительством и руководителями всё ещё не признанной Ирландской Республики. Несмотря на все усилия де Валера и выдающихся американских ирландцев в Вашингтоне, а также деятельность Шона Т. О’Келли на Версальской мирной конференции, ни одна страна, кроме советской России, не признавала молодую республику.
Тем более все были поражены действиями де Валера, когда в августе 1921 он назначил себя президентом Ирландской Республики, дабы быть наравне с королём Георгом V на предстоящем мероприятии, а потом, ввиду нежелания короля участвовать в переговорах, заявил, что и он как глава государства не примет в них участия.
Вместо себя он отправил в Лондон делегатов под руководством Артура Гриффита, заместителем которого сделал Коллинза. С тяжёлыми предчувствиями, полагая, что именно де Валера должен был возглавить делегацию, Коллинз отправился в Англию.

### Англо-ирландский договор
Большинство ирландских делегатов, включая Артура Гриффита, Роберта Бартона и Имона Дугана, по приезде в Лондон в октябре разместились в районе Найтбридж, где и оставались до завершения переговоров. Коллинз со своими людьми поселился отдельно от остальных. Он протестовал против назначения его полномочным представителем, так как не был политиком, да и публичные появления на людях могли негативно сказаться на его деятельности как лидера партизан. Коллинз знал, что договор (в особенности та его часть, где говорилось о разделе страны) будет отрицательно принят на родине. После его подписания он скажет: «Я подписал собственный смертный приговор».
Переговоры завершились 6 декабря 1921 заключением англо-ирландского договора, который провозгласил создание Ирландского Свободного Государства (хотя ирландский вариант этого словосочетания сам де Валера перевёл как «Ирландская Республика»). 22 декабря того же года новое государство было официально образовано.
Договор предоставлял право 6 северным графствам выйти из состава новообразованного государства — чем они незамедлительно и воспользовались. Ирландская пограничная комиссия должна была установить границы между молодой республикой и Северной Ирландией. Коллинз ожидал, что в результате её деятельности территория Северной Ирландии уменьшится настолько, что страна окажется экономически нежизнеспособной. Однако этим чаяниям не суждено было сбыться.
Ирландия провозглашалась доминионом с двухпалатным парламентом. Исполнительной властью официально наделялся король, но фактически её отправление осуществляло ирландское правительство, избираемое нижней Палатой Представителей. Также в стране устанавливалась независимая судебная система.
Сторонники республики расценили подобное положение дел как предательство. Мало того, что вместо республики их родина становилась имперским владением, так ещё они должны были давать присягу на верность королю! Однако анализ текста присяги показывает, что она приносилась Ирландскому Свободному Государству, а верность королю в ней декларировалась лишь как преданность одной из сторон подписанного соглашения.
Члены Шин Фейн разошлись во мнениях относительно принятого соглашения. В течение 10 дней в Ассамблее шли ожесточённые споры и, в конце концов, 64 голосами против 57 оно было одобрено. Кахал Бру заметил, что Коллинз не был главным военным чиновником Ирландии, однако газеты описывают его как «человека, выигравшего войну». Тем не менее, именно Коллинз внёс наиболее весомый вклад в деятельность ИРА во время войны за независимость. Де Валера возглавил группу противников принятия договора. Оппоненты обвиняли его в том, что он изначально осознавал тот факт, что британцы будут диктовать свои условия мира. Наиболее ярые противники председателя Ассамблеи обвиняли его в трусости за отказ возглавить делегацию, ибо он прекрасно понимал, что не удастся добиться полной независимости за столь короткое время.

### Председатель временного правительства

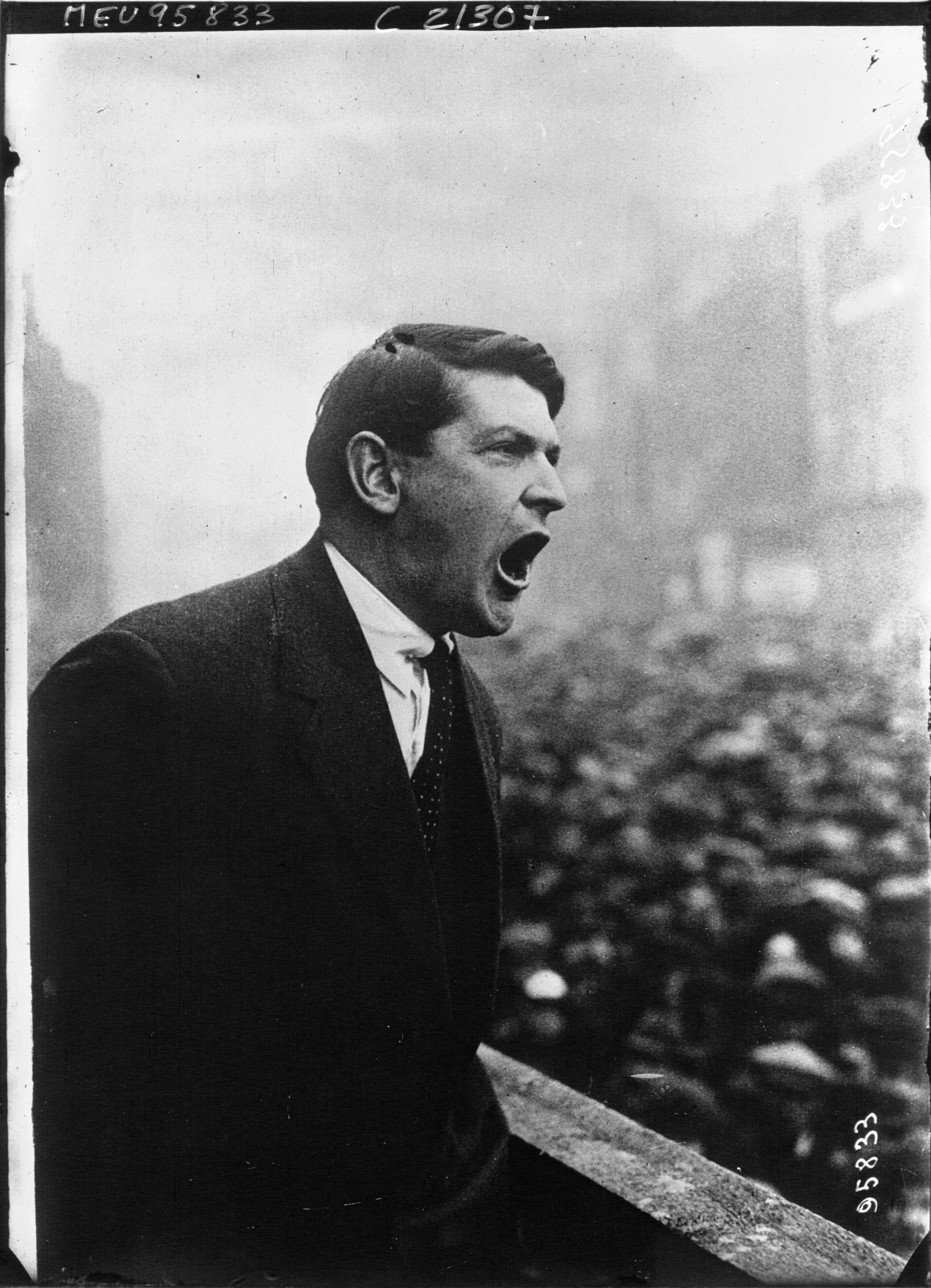
Майкл Коллинз выступает в Дублине. 1922 год

21 января 1922 года Ассамблея приняла краткую версию временной конституции Ирландской Республики. В ответ на это де Валера покинул пост председателя и потребовал проведения выборов на пост главы парламента (по результатам которых он надеялся на отмену недавно принятого соглашения). Однако его обошёл Артур Гриффит, который стал новым председателем Ассамблеи. Тем не менее, в соответствии с британскими законами, новое правительство не имело юридической силы. В результате был сформирован альтернативный кабинет министров, номинально подотчётный Палате Общин Южной Ирландии.
Это Временное Правительство было организовано под руководством Коллинза, который и стал его председателем. Он также оставался Министром Финансов в республиканской администрации Грифита. Таким образом, он оказывался в довольно затруднительном положении:
- В соответствии с британской правовой теорией, Коллинз становился премьер-министром с назначения короля (согласно Королевским прерогативам). Для вступления в эту должность ему необходимо было встретиться с вице-королём (иначе, «лордом-наместником») Ирландии — виконтом Фицаланом.
- В соответствии же с республиканским видением дел Коллинз должен был принять у Фицалана сдачу Дублинского замка — официальной резиденции британского правительства в Ирландии.
- В довершении всего — на основании конституционного права королевства — ему надо было пройти так называемую процедуру «целования рук» для официального утверждения его в должности премьер-министра.

Согласно распространённой версии, Коллинз опоздал на официальную церемонию на 7 минут и получил за это выговор от Фицалана. Ответ руководителя ИРА был краток: «Вы прождали всего 7 минут, в то время как нам пришлось ждать 700 лет!»
Англо-ирландское соглашение явилось предметом бурных споров в Ассамблее. Во-первых, де Валера был недоволен тем, что Коллинз подписал договор без одобрения министров. Во-вторых, де Валера вместе с множеством других членов парламента возражал против статуса Ирландии как доминиона британской короны — и, как следствие, принесения официальной клятвы королю. Также споры разгорелись вокруг статуса 3 портов на южном побережье Ирландии — Королевский флот оставлял их за собой. Это позволяло Британии контролировать внешнюю политику молодой республики.
Любопытно, что, оглядываясь назад, становится ясно — раздел единой страны на два государства не был таким уж противоречивым по своей сути. Дело в том, что Коллинз тайно планировал начало партизанской войны на территории Северной Ирландии. В течение первых месяцев 1922 года он отсылал части ИРА к границе, а также снабжал северные отряды республиканской армии деньгами и оружием. В мае-июне 1922 он вместе с начальником штаба ИРА Лиамом Линчем организовал наступление частей ИРА по всей протяженности новой границы (причём в нём участвовали как части, одобрившие договор, так и те, кто были против). Оружие, которое Англия направила временному правительству, было передано северным формированиям ИРА. 3 июня это наступление было официально приостановлено под давлением британцев. Тогда же Коллинз выпустил заявление, которым постановлялось, что «никакие войска, находящиеся ли под контролем официальных властей страны (то есть те, что поддержали договор), или же входящие в состав ИРА (то есть противники соглашения) не могут пересекать границу Северной Ирландии». Однако периодические инциденты на границе всё же происходили. Лишь начало гражданской войны прервало эти выступления. Вероятно, что останься Коллинз жив, он бы развязал полномасштабную партизанскую войну против северного соседа. Этим объясняется то, что большинство отрядов ИРА, базировавшихся в Северной Ирландии, поддерживали Коллинза и с началом гражданской войны многие из бойцов (524 человека) присоединились к южным частям республиканской армии.
В течение нескольких месяцев, предшествовавших началу гражданской войны, Коллинз отчаянно пытался предотвратить раскол страны и не допустить вооружённого столкновения. Когда де Валера со сторонниками покинул заседание Ассамблеи, Коллинз предложил компромиссное решение, заключавшееся в образовании коалиционного правительства Ирландской республики — из сторонников и противников договора.
Также он предложил республиканскую конституцию для страны — без оглядки на короля, но в то же время призвал парламентариев не отрекаться от уже заключённого соглашения. Это компромисс удовлетворял всех, кроме совсем уж завзятых и непреклонных республиканцев. Кроме того, Коллинз организовал Комитет по воссоединению армии, членами которого стали и сторонники, и противники англо-ирландского соглашения. Посредством ИРБ он попытался склонить офицеров ИРА на свою сторону и заручиться их поддержкой. Несмотря на все усилия, Англия отвергла проект ирландской конституции под угрозой экономической блокады страны. Английское правительство заявило, что договор был подписан в духе доброй воли и его пункты не могут быть изменены. Коллинзу так и не удалось найти общий язык с противниками договора, которые в конце концов объявили, что не намерены более подчиняться решениям Ирландской Ассамблеи.

### Гражданская война

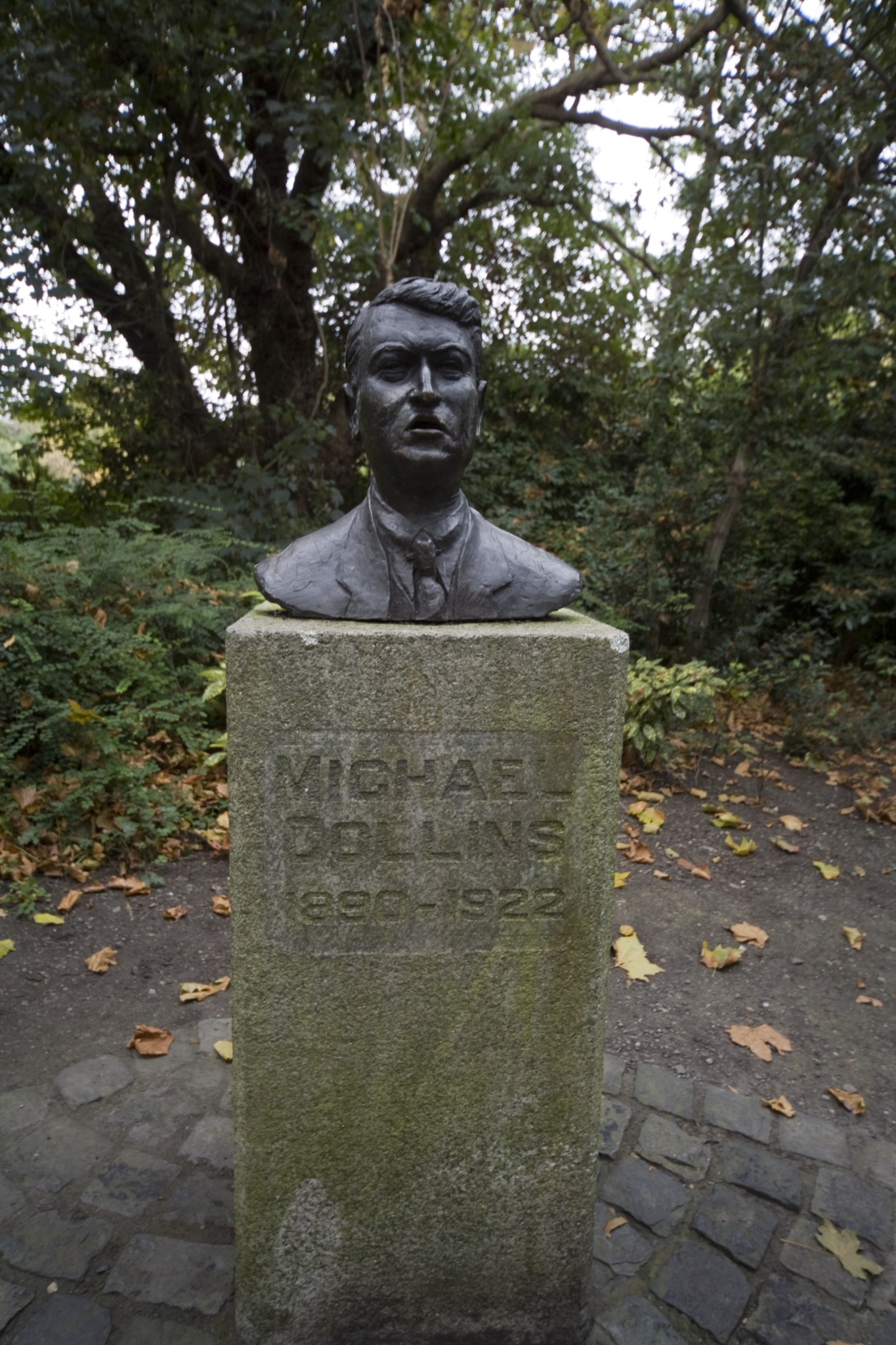
Бюст Майкла Коллинза В Дублине

В апреле 1922 группа из 200 бойцов ИРА-противников англо-ирландского соглашения заняла здание четырёх судов в Дублине. Коллинз, всеми силами желавший избежать гражданской войны, не пытался выдворить их оттуда вплоть до июня. Ему необходимо было узнать результаты всеобщих выборов в Ассамблею, по итогам которых его фракция набрала большинство голосов. Британия же требовала решительных действий. 22 июня сэр Генри Уилсон — британский фельдмаршал в отставке, который на тот момент служил военным советником в администрации Джеймса Крэйга (лидера юнионистов и первого премьер-министра Северной Ирландии) был застрелен двумя боевиками ИРА в лондонском районе Белгравия. В убийстве обвинили фракцию ИРА, выступавшую против договора, и Уинстон Черчилль потребовал от Коллинза, чтобы тот выбил из здания суда засевших там мятежников, иначе за дело возьмутся британские войска.
Впоследствии выяснилось, что убить Уилсона приказал сам Коллинз в расплату за неспособность властей Северной Ирландии предотвратить нападения на местных католиков. Об этом стало известно от Джо Долана — члена так называемого «Отряда» (иначе именуемого «12 Апостолов») и капитана Народной Армии. Также он рассказал, что Коллинз приказал ему вызволить исполнителей этого убийства, однако их всё же казнили. Как бы то ни было, лидер независимой Ирландии вынужден был принять меры против отколовшихся бойцов ИРА. Последней каплей стало похищение Дж. Дж. О’Конэла, генерала из состава временного правительства. Когда все попытки убедить мятежников покинуть судебную администрацию не увенчались успехом, Коллинз начал обстрел здания из двух 18-фунтовых орудий, чем и принудил их к сдаче.
Это привело к вооруженным столкновениям в Дублине между войсками, верными временному правительству, и теми отрядами ИРА, которые выступали против соглашения с Англией (республиканцами).
В Ирландии началась гражданская война.
Армия под командованием Коллинза быстро установила контроль над столицей. В июле 1922 мятежные войска заняли южную провинцию Манстер и некоторые другие области страны. Вместе с группой парламентариев-противников договора де Валера примкнул к повстанцам. К середине того же года Коллинз сложил с себя полномочия председателя временного правительства, чтобы стать главнокомандующим Народной Армии — новообразованного формирования, ядром которого сделались верные англо-ирландскому соглашению части ИРА. Армия Свободного Государства, финансируемая и вооружаемая Британией, быстро наращивала личный состав и готовилась принять участие в гражданской войне. Вместе с Ричардом Мулкахи и Эоином О’Даффи Коллинз планирует серию десантных операций в районе Манстера. Страдая от серьёзной депрессии и желудочных болей, вопреки советам товарищей, которые всячески его отговаривали, он решает совершить поездку в родной Корк для подготовки предстоящего наступления. В ответ на уговоры друзей Коллинз заявил: «Они не убьют меня на моей же земле». До сих пор не ясно, почему он подверг себя такой опасности, ведь значительная часть южных областей страны была занята неприятелем. По версии историка Майкла Хопкинса Коллинз отправился в эту поездку, чтобы встретиться с лидерами повстанцев и договориться о прекращении войны. В городе Корк он встретился с членами нейтральных формирований ИРА Шоном Хэгарти и Флори О’Донохью, дабы через их посредничество выйти на контакт с лидерами мятежников — Томом Барри и Томом Хэйлзом, и предложить им перемирие. Также Хопкинс говорит, что хоть де Валера находился тогда в том же районе, не было никакой вероятности его встречи с Коллинзом.
В дневнике Коллинза можно найти его план по заключению мира. Противники соглашения «должны принять волю народа», после чего могут «вернуться по домам, сдав оружие». «Мы не просим их изменять своим принципам». Коллинз утверждал, что Временное правительство является блюстителем народных интересов и останется в том же статусе. «Мы хотим избежать любых возможных жертв и разрушений, и не желаем прибегать к каким бы то ни было решительным действиям, в которых нет необходимости». В случае отказа противников принять эти условия, писал Коллинз, «вся кровь будет на их руках».

### Смерть

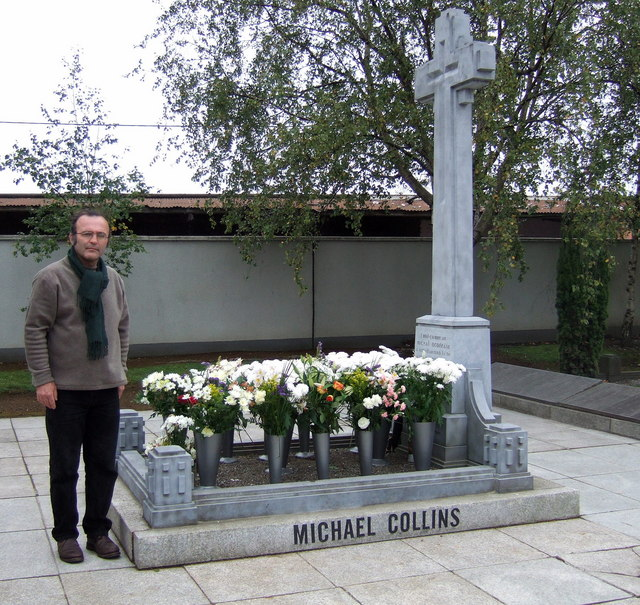
Могила Майкла Коллинза на Гласневине

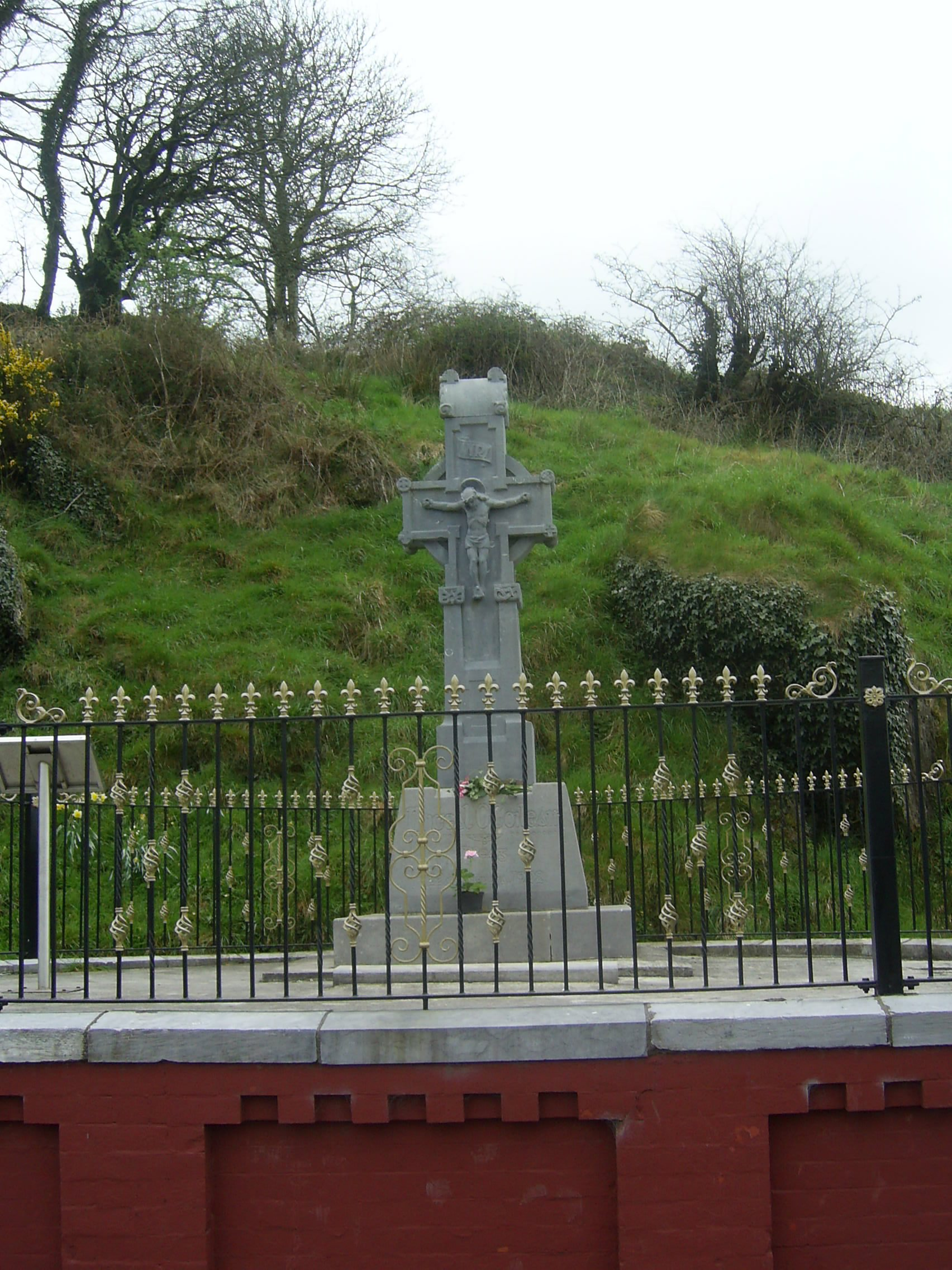
Мемориальный крест на месте гибели Майкла Коллинза

Последняя известная прижизненная фотография Майкла Коллинза была сделана утром 22 августа 1922 в Корке, когда он шёл позади армейской повозки.
По дороге в г. Бандон отряд Коллинза остановился, чтобы уточнить направление. Динни Лонг — прохожий, у которого они узнавали дорогу, являлся членом местных республиканских формирований ИРА. Было решено устроить засаду и напасть на Коллинза и его людей, когда они будут возвращаться из Бандона в Корк. Повстанцы знали, что их противники направятся в Корк по той же самой дороге, по которой шли оттуда, ибо две оставшихся были перегорожены так, что пройти по ним было невозможно. К 8 вечера, когда Коллинз со своими бойцами шли обратно, большая часть засадной группы под командованием Лиама Дизи находилась в близлежащем трактире. На позиции оставалось лишь 5 человек, которые и открыли огонь, завидев приближающийся отряд.
Перестрелка продолжалась около 20 минут. Вместо того, чтобы укрыться в бронированном автомобиле, Коллинз приказал своим солдатам занять позицию и открыть ответный огонь. Он же пал единственной жертвой этого скоротечного боя, когда Коллинз перезаряжал свое оружие, пуля попала ему в голову, убив на месте (однако, решись мятежники взорвать заложенную ими мину, потери были бы несомненно больше). Коллинзу был 31 год.
До сих пор нет единства в вопросе, кто же совершил роковой выстрел. Наиболее авторитетные авторы предполагают, что его произвёл Дэнис (Сонни) О’Нил (18.09.1888 — 05.06.1950) бывший в Первую мировую войну снайпером в британской армии. Эта версия также подтверждается свидетельствами непосредственных участников боя. О’Нил стрелял экспансивными пулями типа «дум-дум», которые разделяются на несколько частей при попадании в тело (Коллинз скончался от обширного черепного ранения — существует версия — в результате рикошета). Опасаясь мести сторонников убитого, О’Нил выкинул оставшиеся пули. Тело Коллинза доставили в Корк, а оттуда кораблём переправили в Дублин (из опасения, что его могут выкрасть при перевозке по суше). Там тело было выставлено для последнего прощания в здании городского совета, куда стекались десятки тысяч скорбящих соотечественников. Панихида состоялась в дублинской церкви Св. Марии в присутствии ирландских и иностранных официальных лиц.
Смерть Майкла Коллинза вызвала появление множества «теорий заговора» внутри Ирландии, а личность убийцы до сих пор остаётся предметом споров. Некоторые республиканцы полагают, что лидер молодого государства пал от руки британского агента. Сторонники договора с Англией заявляют, что приказ на устранение Коллинза исходил напрямую от де Валера. Третьи считают, что он был убит одним из своих солдат — Джоком МакПиком, который, спустя 3 месяца после смерти своего командира, перешёл на сторону врага. Однако, историк Меда Райан, проведя основательное исследование обстоятельств того боя, пришла к выводу, что все эти заявления совершенно беспочвенны. "Коллинза застрелил участник засады, который сам рассказывал об этом так: «Я снял одного». Лиам Дизи также сказал: «Мы все знали, что это была пуля Сонни Нила».

## Личная жизнь
Пожилой отец Коллинза внушал ему любовь и уважение к пожилым людям. Его мать, которая всю свою юность ухаживала за больной матерью и воспитывала собственных младших братьев и сестер, имела на Майкла огромное влияние. Миссис Коллинз превозносили как отличную хозяйку. Её пять дочерей открыто обожали своего младшего брата Майкла. Выиграв местный чемпионат по борьбе ещё мальчиком, Коллинз проводил время, бросая вызов более крупным, старшим противникам и часто побеждая их. Будучи очень подтянутым, активным человеком на протяжении всей жизни, в самые напряженные времена он продолжал увлекаться спортом вообще и борьбой в частности. Он мог быть резким, требовательным и невнимательным к окружающим, но часто компенсировал это жестами, такими как кондитерские изделия и другие мелкие подарки. В отличие от некоторых своих политических оппонентов, он имел много близких личных друзей внутри движения. Несомненно, Коллинз был гордым человеком, но его гордость была смягчена чувством юмора.
В 1921-22 годах Коллинз обручился с Кирнан, Китти. Под влиянием крайне набожной жены, бывшей истовой католичкой Майкл возобновил католическую религиозную практику (хотя и сохранил секуляризм как политическую позицию), несмотря на свою прежнюю враждебность к ирландской католической иерархии. Коллинз регулярно посещал мессу на протяжении всей последующей гражданской войны.

## В культуре
В кинематографе
Жизнеописанию Майкла Коллинза посвящён одноимённый фильм 1996 года с Лиамом Нисоном в главной роли. В фильме фигура Коллинза поставлена в центр драматических событий периода войны за независимость и гражданской войны, противопоставляясь Имону де Валера.
В музыке
Ирландская фолк-метал группа Cruachan посвятила Майклу Коллинзу одноимённую песню, вышедшую на альбоме «Pagan» в 2004 году.